# P.J. Brown
Collier "P.J." Brown Jr. (Detroit, Míchigan; 14 de octubre de 1969) es un exjugador de baloncesto estadounidense que jugó durante 15 temporadas en la NBA. Con 2,11 metros de altura, jugaba en la posición de ala-pívot.

## Carrera
Tras su carrera como universitario en la Universidad Tecnológica de Lousiana, fue seleccionado en la segunda ronda del Draft de la NBA de 1992 por los New Jersey Nets. 
Luego jugó con los Miami Heat y los New Orleans Hornets, siendo miembro del segundo equipo del Quinteto Defensivo de la NBA en tres ocasiones.
Brown fue galardonado en 2004 con el premio NBA Sportmanship. 
El 13 de julio de 2006 los Hornets traspasaron a Brown y al base J.R. Smith a Chicago Bulls a cambio del pívot Tyson Chandler.
Tras finalizar contrato con los Bulls, no encontró equipo hasta el 27 de febrero de 2008, siendo fichado por Boston Celtics. Con los Celtics se proclamó campeón de la NBA ese mismo año siendo importante en algún partido de Play-Off. Tras esa temporada, y con 39 años de edad, anunció su retirada definitiva de las canchas.

## Estadísticas de su carrera en la NBA
|  | Denota temporadas en las que ganó el Campeonato de la NBA |

### Temporada regular
| Año     | Equipo          | PJ   | PT  | MPP  | %TC  | %3P  | %TL  | RPP | APP | ROB | TPP | PPP  |
| ------- | --------------- | ---- | --- | ---- | ---- | ---- | ---- | --- | --- | --- | --- | ---- |
| 1993–94 | New Jersey      | 79   | 54  | 24.7 | .415 | .167 | .757 | 6.2 | 1.2 | .9  | 1.2 | 5.7  |
| 1994–95 | New Jersey      | 80   | 63  | 30.8 | .446 | .167 | .671 | 6.1 | 1.7 | .9  | 1.7 | 8.1  |
| 1995–96 | New Jersey      | 81   | 81  | 36.3 | .444 | .200 | .770 | 6.9 | 2.0 | 1.0 | 1.2 | 11.3 |
| 1996–97 | Miami           | 80   | 71  | 32.4 | .457 | .000 | .732 | 8.4 | 1.2 | 1.1 | 1.2 | 9.5  |
| 1997–98 | Miami           | 74   | 74  | 31.9 | .471 | .000 | .766 | 8.6 | 1.4 | .9  | 1.3 | 9.6  |
| 1998–99 | Miami           | 50   | 50  | 32.2 | .480 | .000 | .774 | 6.9 | 1.3 | .9  | 1.0 | 11.4 |
| 1999–00 | Miami           | 80   | 80  | 28.8 | .480 | .000 | .755 | 7.5 | 1.8 | .8  | .8  | 9.6  |
| 2000–01 | Charlotte       | 80   | 79  | 35.1 | .444 | .000 | .852 | 9.3 | 1.6 | 1.0 | 1.2 | 8.5  |
| 2001–02 | Charlotte       | 80   | 80  | 32.0 | .474 | .000 | .858 | 9.8 | 1.3 | .7  | 1.0 | 8.4  |
| 2002–03 | New Orleans     | 78   | 78  | 33.4 | .531 | .000 | .836 | 9.0 | 1.9 | .9  | 1.0 | 10.7 |
| 2003–04 | New Orleans     | 80   | 80  | 34.4 | .476 | .000 | .854 | 8.6 | 1.9 | 1.0 | .9  | 10.5 |
| 2004–05 | New Orleans     | 82   | 78  | 34.4 | .446 | .000 | .864 | 9.0 | 2.2 | .9  | .6  | 10.8 |
| 2005–06 | New Orleans/OKC | 75   | 73  | 31.7 | .461 | .000 | .827 | 7.3 | 1.2 | .6  | .7  | 9.0  |
| 2006–07 | Chicago         | 72   | 49  | 20.2 | .407 | .000 | .787 | 4.8 | .7  | .3  | .7  | 6.1  |
| 2007–08 | Boston          | 18   | 0   | 11.6 | .341 | .000 | .688 | 3.8 | .6  | .3  | .4  | 2.2  |
| Total   | Total           | 1089 | 990 | 31.1 | .460 | .136 | .794 | 7.7 | 1.5 | .8  | 1.0 | 9.1  |

### Playoffs
| Año   | Equipo      | PJ  | PT | MPP  | %TC  | %3P  | %TL   | RPP  | APP | ROB | TPP | PPP  |
| ----- | ----------- | --- | -- | ---- | ---- | ---- | ----- | ---- | --- | --- | --- | ---- |
| 1994  | New Jersey  | 4   | 1  | 14.0 | .222 | .000 | 1.000 | 2.0  | .8  | .0  | .5  | 3.0  |
| 1997  | Miami       | 15  | 15 | 30.1 | .408 | .000 | .717  | 8.6  | .7  | .6  | 1.3 | 8.1  |
| 1998  | Miami       | 5   | 5  | 38.0 | .514 | .000 | .364  | 8.8  | .8  | 1.4 | .6  | 9.2  |
| 1999  | Miami       | 5   | 5  | 28.8 | .467 | .000 | .900  | 6.2  | 1.0 | .4  | .4  | 10.2 |
| 2000  | Miami       | 10  | 10 | 30.8 | .427 | .000 | .833  | 8.2  | 1.1 | .8  | .4  | 7.5  |
| 2001  | Charlotte   | 10  | 10 | 38.5 | .418 | .000 | .828  | 10.0 | 1.1 | 1.2 | 1.4 | 8.0  |
| 2002  | Charlotte   | 9   | 9  | 36.8 | .427 | .000 | .757  | 9.6  | 1.6 | .7  | 1.3 | 10.2 |
| 2003  | New Orleans | 6   | 6  | 32.2 | .477 | .000 | .760  | 7.7  | 1.0 | 1.2 | .5  | 10.2 |
| 2004  | New Orleans | 7   | 7  | 36.6 | .366 | .000 | .909  | 9.7  | 2.1 | .4  | 1.6 | 8.9  |
| 2007  | Chicago     | 10  | 10 | 22.8 | .493 | .000 | .739  | 4.7  | 1.2 | .8  | .2  | 8.3  |
| 2008  | Boston      | 25  | 0  | 13.6 | .464 | .000 | .840  | 2.4  | .5  | .2  | .4  | 2.9  |
| Total | Total       | 106 | 78 | 27.2 | .434 | .000 | .751  | 6.6  | 1.0 | .6  | .8  | 7.1  |